# St. Louis County (Minnesota)
Das St. Louis County ist das flächenmäßig größte County im US-amerikanischen Bundesstaat Minnesota. Im Jahr 2020 hatte das County 200.231 Einwohner und eine Bevölkerungsdichte von 12,4 Einwohnern pro Quadratkilometer. Der Verwaltungssitz (County Seat) ist Duluth.

## Geographie
Das County liegt im Nordosten von Minnesota, grenzt im Norden an Kanada und im Südosten an den Lake Superior, einen der Großen Seen sowie an Wisconsin. Das St. Louis County hat eine Fläche von 17.767 Quadratkilometern, wovon 1644 Quadratkilometer Wasserfläche sind. An das St. Louis County grenzen folgende Nachbarcountys und -distrikte:
| Koochiching County | Rainy River District (Ontario, Kanada) |                            |
| Itasca County      |                                        | Lake County                |
| Aitkin County      | Carlton County                         | Douglas County (Wisconsin) |

## Geschichte
Das St. Louis County wurde am 1. März 1856 aus Teilen des Itasca County und dem nicht mehr existenten Newton County gebildet. Benannt wurde es nach dem St. Louis River.
Vier Orte im Pine County haben den Status einer National Historic Landmark, wobei es sich um drei Bergwerke und einen Leuchtturm handelt. 120 Bauwerke und Stätten des Countys sind insgesamt im National Register of Historic Places eingetragen (Stand 31. Januar 2018).

## Demografische Daten

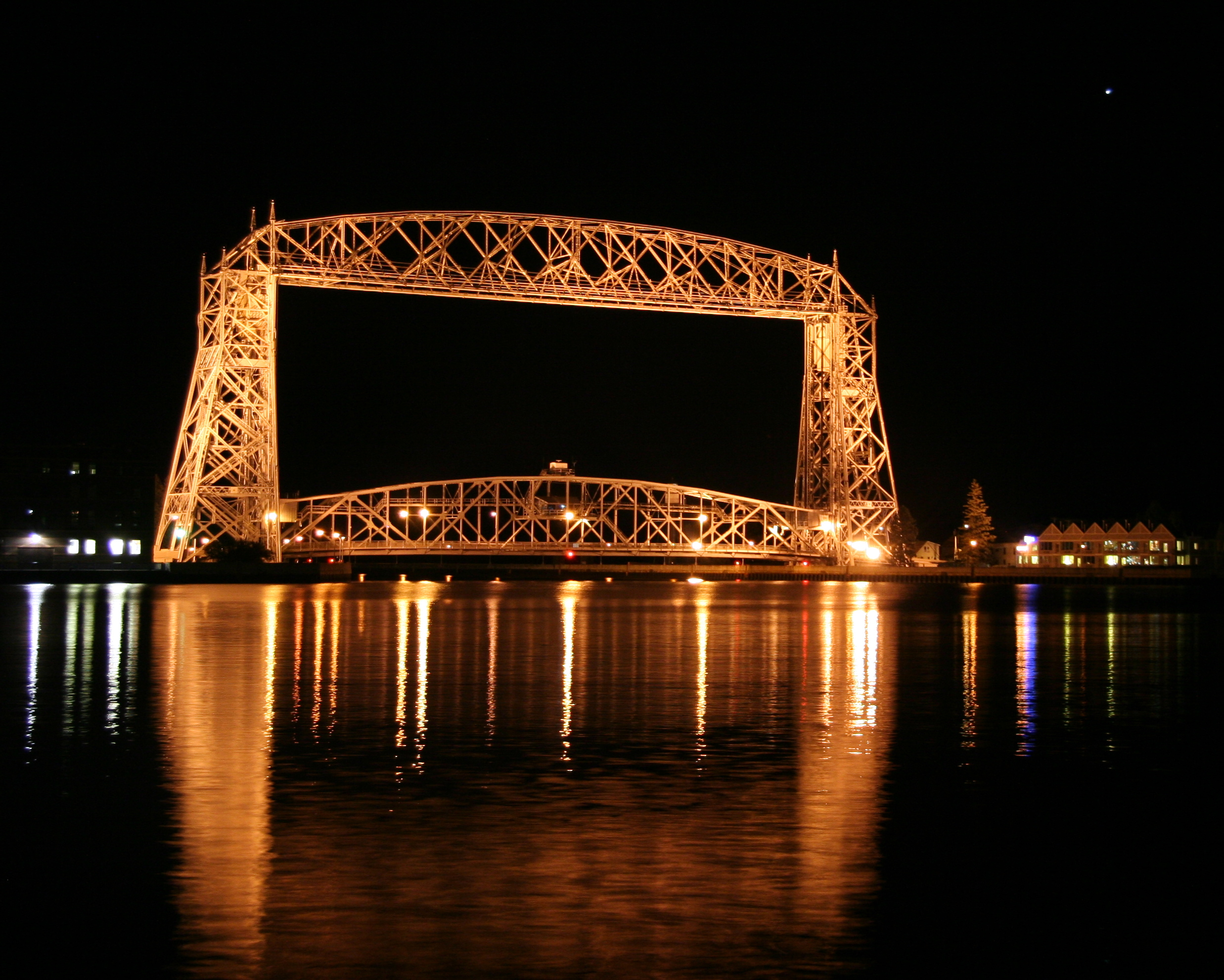
Hubbrücke in Duluth

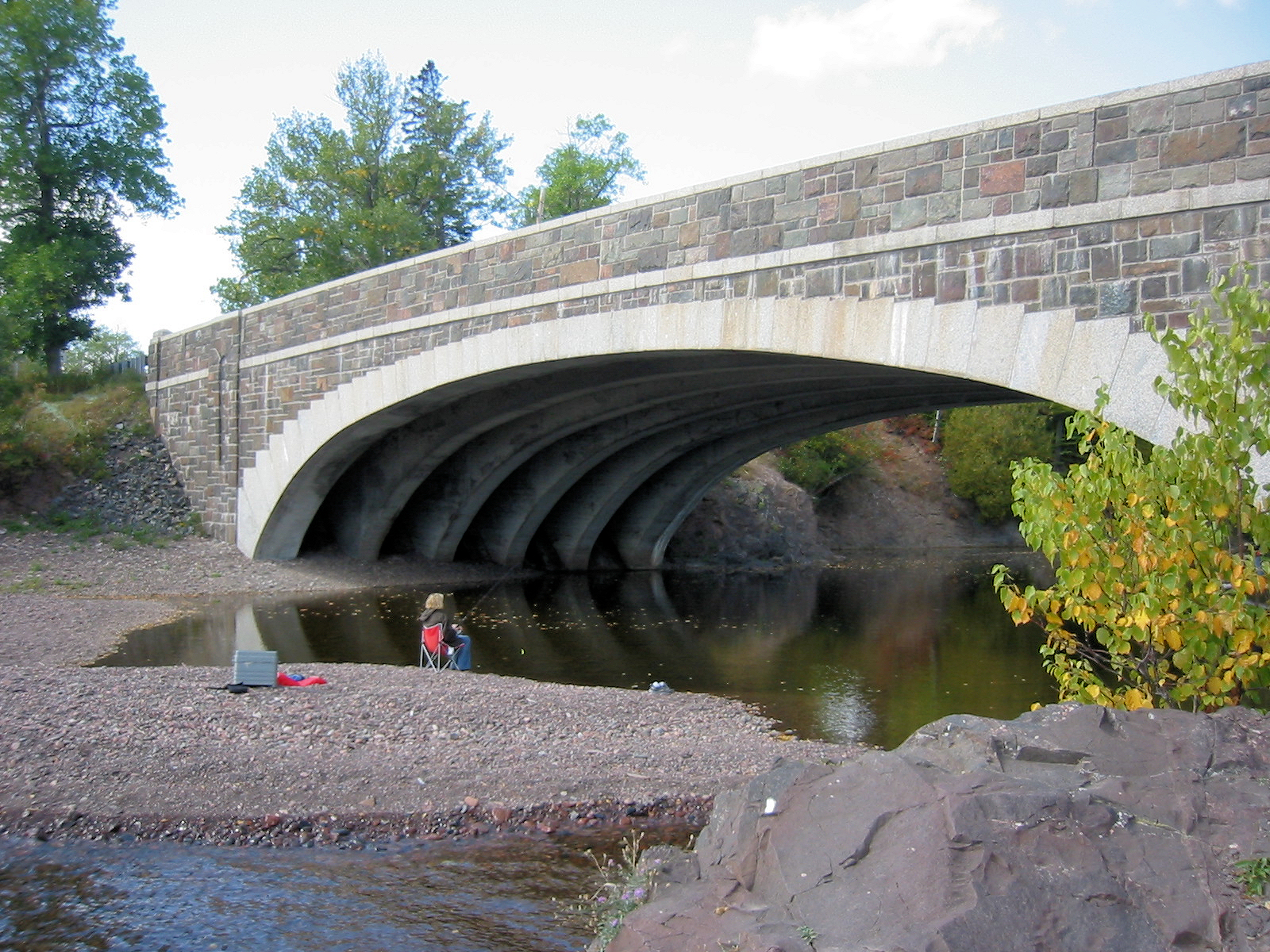
Lester River Bridge, gelistet im NRHP

Nach der Volkszählung im Jahr 2010 lebten im St. Louis County 200.226 Menschen in 86.446 Haushalten. Die Bevölkerungsdichte betrug 12,4 Einwohner pro Quadratkilometer. In den 86.446 Haushalten lebten statistisch je 2,2 Personen.
Ethnisch betrachtet setzte sich die Bevölkerung zusammen aus 93,0 Prozent Weißen, 1,5 Prozent Afroamerikanern, 2,3 Prozent amerikanischen Ureinwohnern, 1,5 Prozent Asiaten sowie aus anderen ethnischen Gruppen; 2,2 Prozent stammten von zwei oder mehr Ethnien ab. Unabhängig von der ethnischen Zugehörigkeit waren 1,3 Prozent der Bevölkerung spanischer oder lateinamerikanischer Abstammung.
19,4 Prozent der Bevölkerung waren unter 18 Jahre alt, 64,6 Prozent waren zwischen 18 und 64 und 16,0 Prozent waren 65 Jahre oder älter. 49,9 Prozent der Bevölkerung war weiblich.

Das jährliche Durchschnittseinkommen eines Haushalts lag bei 45.399 USD. Das Pro-Kopf-Einkommen betrug 25.586 USD. 16,0 Prozent der Einwohner lebten unterhalb der Armutsgrenze.

## Ortschaften im St. Louis County
Citys
| - Aurora - Babbitt - Biwabik - Brookston - Buhl - Chisholm - Cook | - Duluth - Ely - Eveleth - Floodwood - Gilbert - Hermantown - Hibbing | - Hoyt Lakes - Iron Junction - Kinney - Leonidas - McKinley - Meadowlands - Mountain Iron | - Orr - Proctor - Tower - Virginia - Winton |

Census-designated places (CDP)
- Arnold
- Mahnomen
- Nett Lake
- Soudan

Andere Unincorporated Communities
| - Alborn - Angora - Ash Lake - Bassett - Bear River1 - Bengal - Brimson - Britt - Burnett - Burntside - Buyck - Canyon - Celina - Central Lakes - Cherry | - Clover Valley - Cotton - Crane Lake - Culver - Cusson - Eldes Corner - Elmer - Embarrass - Fairbanks - Florenton - Forbes - Four Corners - French River - Gheen - Gheen Corner | - Glendale - Gowan - Greaney - Idington - Independence - Island Lake - Kabetogama - Keenan - Kelsey - Linden Grove - Makinen - Markham - McComber - Meadow Brook - Melrude | - Munger - Palmers - Palo - Payne - Peary - Petrel - Peyla - Prosit - Ramshaw - Robinson - Rollins - Saginaw - Sax - Shaw - Sherman Corner | - Side Lake - Silica - Skibo - Sturgeon - Taft - Toivola - Twig - Vermilion Dam - Wahlsten - Wakemup - Whiteface - Wolf - Zim |

2 – teilweise im Itasca County

## Gliederung
Das St. Louis County ist neben den 26 Citys in 73 Townships (TS) und zwölf Unorganized Territories (UT) gegliedert:
| TS oder UT      | Einw. (2010) | FIPS     |
| --------------- | ------------ | -------- |
| Alango TS       | 258          | 27-00568 |
| Alborn TS       | 460          | 27-00820 |
| Alden TS        | 213          | 27-00874 |
| Angora TS       | 249          | 27-01612 |
| Arrowhead TS    | 223          | 27-02278 |
| Ault TS         | 109          | 27-02818 |
| Balkan TS       | 832          | 27-03322 |
| Bassett TS      | 41           | 27-03880 |
| Beatty TS       | 372          | 27-04294 |
| Birch Lake UT   | 505          | 27-06042 |
| Biwabik TS      | 804          | 27-06166 |
| Breitung TS     | 605          | 27-07534 |
| Brevator TS     | 1269         | 27-07606 |
| Camp 5 TS       | 35           | 27-09482 |
| Canosia TS      | 2158         | 27-09784 |
| Cedar Valley TS | 195          | 27-10540 |
| Cherry TS       | 860          | 27-11134 |
| Clinton TS      | 1015         | 27-12016 |
| Colvin TS       | 317          | 27-12736 |
| Cotton TS       | 445          | 27-13528 |
| Crane Lake TS   | 82           | 27-13656 |
| Culver TS       | 294          | 27-14284 |

| TS oder UT      | Einw. (2010) | FIPS     |
| --------------- | ------------ | -------- |
| Duluth TS       | 1941         | 27-17018 |
| Eagles Nest TS  | 242          | 27-17440 |
| Ellsburg TS     | 219          | 27-18800 |
| Elmer TS        | 151          | 27-18944 |
| Embarrass TS    | 607          | 27-19232 |
| Fairbanks TS    | 63           | 27-20186 |
| Fayal TS        | 1809         | 27-20762 |
| Field TS        | 391          | 27-20996 |
| Fine Lakes TS   | 134          | 27-21086 |
| Floodwood TS    | 280          | 27-21356 |
| Fredenberg TS   | 1337         | 27-22508 |
| French TS       | 567          | 27-22724 |
| Gheen UT        | 18           | 27-23632 |
| Gnesen TS       | 1683         | 27-24218 |
| Grand Lake TS   | 2779         | 27-24956 |
| Great Scott TS  | 561          | 27-25550 |
| Greenwood TS    | 939          | 27-25928 |
| Halden TS       | 129          | 27-26522 |
| Hay Lake UT     | 83           | 27-27899 |
| Industrial TS   | 800          | 27-30932 |
| Janette Lake UT | 295          | 27-31733 |
| Kabetogama TS   | 135          | 27-32252 |

| TS oder UT             | Einw. (2010) | FIPS     |
| ---------------------- | ------------ | -------- |
| Kelsey TS              | 140          | 27-32696 |
| Kugler TS              | 175          | 27-33794 |
| Lakewood TS            | 2190         | 27-35234 |
| Lavell TS              | 303          | 27-35774 |
| Leiding TS             | 400          | 27-36332 |
| Linden Grove TS        | 145          | 27-37250 |
| McCormack UT           | 209          | 27-38938 |
| McDavitt TS            | 459          | 27-38960 |
| Makinen UT             | 1310         | 27-39538 |
| Meadowlands TS         | 304          | 27-41390 |
| Midway TS              | 1399         | 27-42056 |
| Morcom TS              | 94           | 27-44098 |
| Morse TS               | 1213         | 27-44350 |
| Ness TS                | 62           | 27-45232 |
| Nett Lake UT           | 319          | 27-45281 |
| New Independence TS    | 299          | 27-45664 |
| Normanna TS            | 796          | 27-46708 |
| Northeast St. Louis UT | 248          | 27-46898 |
| Northland TS           | 169          | 27-47050 |
| North Star TS          | 190          | 27-47255 |
| Northwest St. Louis UT | 301          | 27-47362 |
| Owens TS               | 263          | 27-49336 |

| TS oder UT             | Einw. (2010) | FIPS     |
| ---------------------- | ------------ | -------- |
| Pequaywan TS           | 130          | 27-50389 |
| Pike TS                | 417          | 27-50830 |
| Portage TS             | 170          | 27-52090 |
| Potshot Lake UT        | 74           | 27-52224 |
| Prairie Lake TS        | 50           | 27-52306 |
| Rice Lake TS           | 4095         | 27-54060 |
| Sand Lake UT           | 1066         | 27-58369 |
| Sandy TS               | 356          | 27-58450 |
| Solway TS              | 1944         | 27-61132 |
| Stoney Brook ZD        | 332          | 27-62968 |
| Sturgeon TS            | 140          | 27-63202 |
| Toivola TS             | 170          | 27-65146 |
| Van Buren TS           | 189          | 27-66586 |
| Vermilion Lake TS      | 278          | 27-66784 |
| Waasa TS               | 249          | 27-67342 |
| White TS               | 3229         | 27-69898 |
| Whiteface Reservoir UT | 473          | 27-70069 |
| Willow Valley TS       | 126          | 27-70510 |
| Wuori TS               | 572          | 27-71869 |